# Callas (Var)
Callas é uma comuna francesa na região administrativa da Provença-Alpes-Costa Azul, no departamento de Var. Estende-se por uma área de 49.26 km². Em 2010 a comuna tinha 1 973 habitantes (densidade: 40,1 hab./km²).